# Hércules (serie de televisión de 1998)
Hércules, también referida como Hércules: La Serie Animada, es una serie animada basada en la película de 1997 del mismo nombre y el héroe griego, que estuvo al aire desde 1998 hasta 1999, en un total de 65 episodios.

## Argumento
La serie se desarrolla en un punto intermedio de la película y sigue la formación de Hércules como un héroe poco después de que este encuentre a Filoctetes (Phil) en su isla y este último accede a entrenarlo, la vida de Hércules es complicada ya que además de entrenar para ser un héroe también tiene que tratar de adaptarse a la vida común de un adolescente Griego en la escuela la "Academia Prometeo". Con sus amigos Ícaro y Casandra, luchando contra todo tipo de seres mitológicos y, en la mayor parte de las veces, contra su tío el malvado Hades. Sin embargo, Hércules también tiene que preocuparse por la presión de las calificaciones y los maestros en la escuela, además de que siempre el príncipe Adonis (el chico más popular de la academia) lo ridiculiza.

## Episodios
| Temp. | Temp. | Episodios | Estreno Original         | Estreno Original    | Estreno Original |
| Temp. | Temp. | Episodios | Primera emisión          | Última emisión      | Cadena           |
| ----- | ----- | --------- | ------------------------ | ------------------- | ---------------- |
|       | 1     | 52        | 31 de agosto de 1998     | 1 de marzo de 1999  | Syndicated       |
|       | 2     | 13        | 12 de septiembre de 1998 | 16 de enero de 1999 | ABC              |

## Producción
Hércules se estrenó en Disney Channel en 1998. El espectáculo resultó ser un éxito tan grande en la televisión como lo había sido en teatros. La serie terminó en 1999.

## Reparto
| Personaje        | Actor                | Doblaje español                                                      | Doblaje latino                                    |
| ---------------- | -------------------- | -------------------------------------------------------------------- | ------------------------------------------------- |
| Hercules         | Tate Donovan         | Sergio Zamora                                                        | José Gilberto Vilchis                             |
| Megara "Meg"     | Susan Egan           | Nuria Mediavilla                                                     | Elsa Covián                                       |
| Filoctetes "Fil" | Danny DeVito         | Jordi Vila                                                           | Octavio Rojas y Mario Filio                       |
| Ícaro            | French Stewart       | Jonatán López                                                        | José Antonio Macías                               |
| Cassandra        | Sandra Bernhard      | Berta Cortés                                                         | Talía Marcela, Patricia Palestino e Irene Jiménez |
| Zeus             | Corey Burton         | Claudio Rodríguez                                                    | Rubén Moya                                        |
| Hera             | Samantha Eggar       | María Luisa Solá                                                     | Beatriz Aguirre                                   |
| Hades            | James Woods          | Pep Antón Muñoz (primeros capítulos) Jordi Ribes (resto de la serie) | Humberto Solórzano                                |
| Adonis           | Diedrich Bader       | Daniel García                                                        | Sergio Gutiérrez Coto                             |
| Tempestad        | Jennifer Jason Leigh | Ana Pallejá                                                          | Cony Madera                                       |